# 貝爾谷 (加利福尼亞州馬里波薩縣)
貝爾谷（英語：Bear Valley）是位於美國加利福尼亞州馬里波薩縣的一個人口普查指定地區。

## 地理
貝爾谷的座標為37°34′08″N 120°07′10″W / 37.56889°N 120.11944°W，而該地最高點為海拔高度626米（即2054英尺）。

## 人口
根據2010年美國人口普查的數據，貝爾谷的面積為18.762平方千米，當中陸地面積為18.743平方千米，而水域面積為0.019平方千米。當地共有人口125人，而人口密度為每平方千米6人。